# Doorfietsroute IJsselstein - Nieuwegein - Utrecht
De doorfietsroute IJsselstein-Nieuwegein-Utrecht is een geplande doorfietsroute in de provincie Utrecht. De route zal IJsselstein en Nieuwegein verbinden met de Utrechtse binnenstad. De aanleg staat gepland voor 2022-2023 met een geplande opening in 2023.
Het doel van de doorfietsroute is om het aantrekkelijker te maken om ook voor langere afstanden de fiets te pakken door fietsers meer ruimte te geven, gemakkelijker over te laten steken en beter door te laten fietsen. De route wordt ongeveer 13 km lang. De route heeft van de Provincie Utrecht het nummer F408 gekregen, waarbij een verwijzing naar de Provinciale weg 408 voor de hand ligt. 

## Tracé
De route begint in IJsselstein bij het Basiliekpad en loopt aan de zuidkant van de Baronieweg. Bij de rotonde Hooglandplein zal een nieuwe oversteek gemaakt worden voor fietsers om de Baronieweg te kruisen. Via de Parallelweg komt de route bij de zuidzijde van de Hollandse IJssel, welke gevolgd wordt. Bij Nieuwegein volgt de route het kanaal de Doorslag langs park Oudegein. Na de oversteek over de Geinbrug loopt de route parallel aan de westzijde van de Doorslag en het Merwedekanaal tot het Amsterdam-Rijnkanaal. Deze wordt overgestoken via de Jutphasebrug. Bij de Utrechtse buurt Westraven volgt de route opnieuw het Merwedekanaal, welke wordt overgestoken bij de Socratesbrug. Daarna loopt de route parallel aan de Vaartsche Rijn in de Rivierenwijk en gaat onder de Rhijnspoorweg bij station Utrecht Vaartsche Rijn. Na de oversteek over de Vaartscherijnbrug eindigt de route bij het Ledig Erf, waar de route aansluit op de fietsroute rond de Utrechtse singel.

## Planning
In april 2019 werd de intentieverklaring getekend door de provincie en gemeentes IJsselstein, Nieuwegein en Utrecht. De samenwerkings- en realisatieovereenkomst werden op 12 juli 2021 ondertekend. De aanleg start in 2022 met een geplande opening in 2023.
In de loop van 2023 werd duidelijk dat (delen van) de route later klaar zullen zijn. Zo is in Nieuwegein de ombouw vertraagd door werkzaamheden aan winkelcentrum Cityplaza en werd de aanleg in IJsselstein stilgelegd vanwege verlate verlegging van kabels en leidingen en ondiep liggende boomwortels. 
Uiteindelijk is het IJsselsteinse gedeelte in 2024 opgeleverd. In Utrecht zijn werkzaamheden in uitvoering, en in Nieuwegein wordt nog gewerkt aan het ontwerp van de route.